# マックス・リーメルト
マックス・リーメルト（Max Riemelt、1984年1月7日 - ）は、ドイツの俳優。ドイツ民主共和国（旧東ドイツ）の東ベルリン出身。

## 略歴
1997年にデビュー。1998年のテレビドラマ『Zwei allein』に主演。
2013年の映画『フリー・フォール』で主人公と恋に落ちる同性の同僚役を演じる。
2015年から2018年にかけてNetflixで配信された、ウォシャウスキー姉妹によるテレビシリーズ『センス8』にメインキャストで出演、その後、ラナ・ウォシャウスキー監督の2021年の映画『マトリックス レザレクションズ』で兵士シェパードを演じる。

## 私生活
LGBTQ+コミュニティを積極的に支援しているが、自身がLGBTQ+コミュニティの当事者かどうかは明かしておらず、2021年12月時点で娘が1人いることを明かしている。

## 出演作品

### 映画
- GIRLS★GIRLS Mädchen Mädchen!　（2001年）※ビデオタイトルは『過激GIRLS★GIRLS』
- エリート養成機関 ナポラ Napola – Elite für den Führer （2004年）※日本劇場未公開
- スナイパー・バレー Mörderischer Frieden （2007年）※日本劇場未公開
- THE WAVE ウェイヴ Die Welle　(2008年)
- ブラッディ・パーティ Wir sind die Nacht （2010年）
- アーバン・エクスプローラー Urban Explorer （2011年）※日本劇場未公開
- イヤー・オブ・ザ・スネーク 第四の帝国 Die vierte Macht （2012年）※日本劇場未公開、WOWOWで放映
- ロスト・メモリー Du hast es versprochen （2012年）
- フリー・フォール Freier Fall （2013年）※日本では第23回東京国際レズビアン & ゲイ映画祭で上映[2]
- 忘れられない記憶 Amnesia （2015年）※日本劇場未公開、Netflixで配信[3]
- ベルリン・シンドローム Berlin Syndrome （2017年）
- マトリックス レザレクションズ The Matrix Resurrections （2021年）

### テレビ
- センス8の世界を創造する Sense8: Creating the World （2015年）※短編ドキュメンタリー
- センス8 Sense8 （2015年 - 2018年）※テレビシリーズ
- スリーピング・ドッグ -パンドラの箱- Schlafende Hunde （2023年）※テレビシリーズ